# Jurgita Dronina
Jurgita Dronina (ryska: Юргита Дронина), född 27 mars 1986 i Ryska SFSR, Sovjetunionen, är en rysk-litauisk ballerina.
Vid fyra års ålder flyttade Droninas familj till Litauiska SSR, där hon inledde sin dansskolning i Vilnius. Hon har deltagit i en rad internationella balettävlingar. 2005 anställdes Dronina av Kungliga Baletten i Stockholm, där hon gjorde en bejublad debut som Nikia i La Bayadère.
Den 19 februari 2009 utnämndes Dronina till premiärdansös, efter föreställningen Svansjön, på Kungliga Operan i Stockholm av den nya balettchefen.